# Touch Me Not

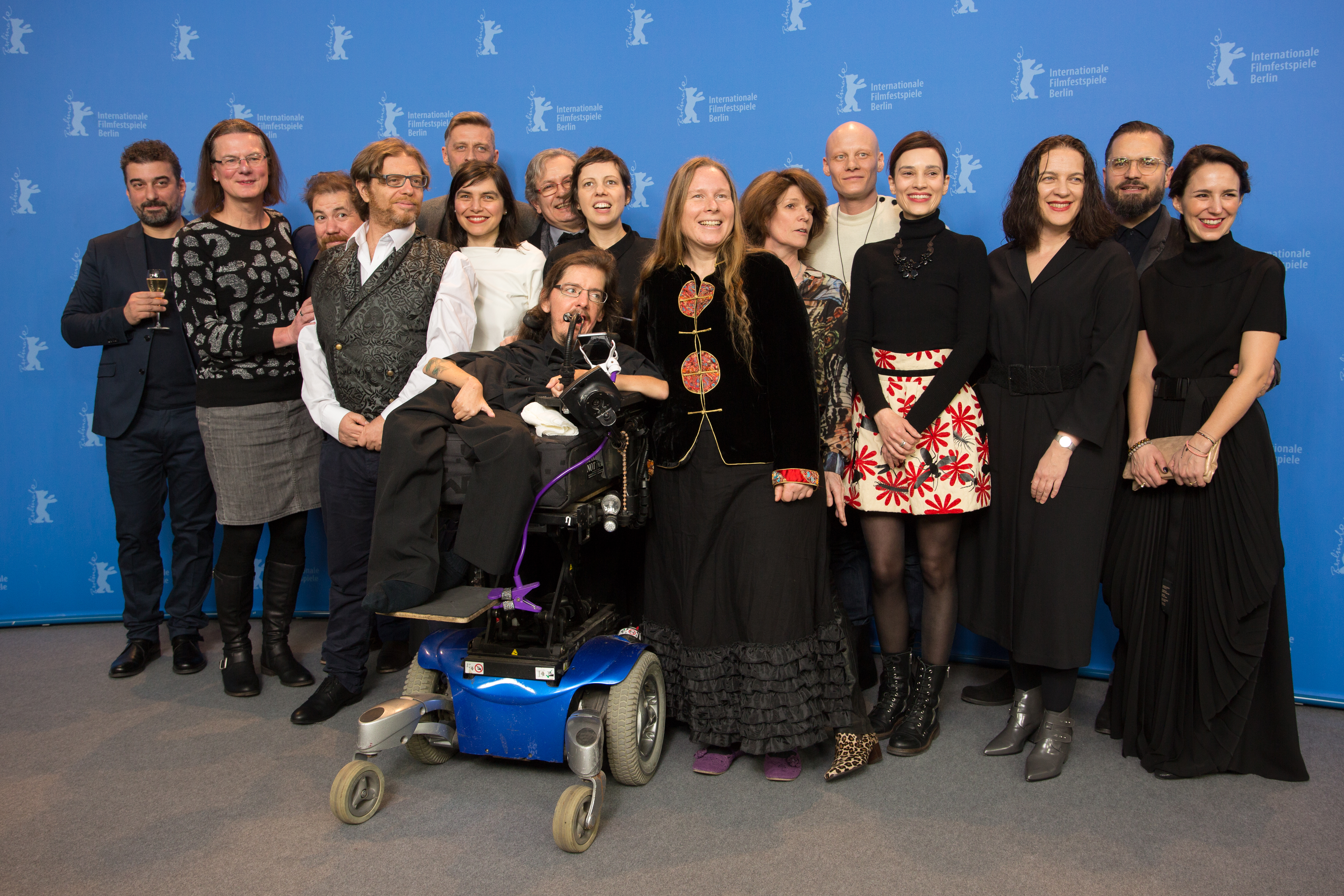
Cast & Crew beim Photo Call der Berlinale

Touch Me Not (Engl., Rühr mich nicht an) ist ein halbdokumentarischer Experimentalfilm von Adina Pintilie aus dem Jahr 2018. Die europäische Koproduktion, das Langfilmdebüt der rumänischen Regisseurin, erforscht die Spielarten und Grenzen menschlicher Sexualität.
Der von der Kritik kontrovers aufgenommene Film wurde am 22. Februar 2018 im Wettbewerb der 68. Internationalen Filmfestspiele Berlin uraufgeführt und dort mit dem Goldenen Bären ausgezeichnet. Kinostart in Deutschland war der 1. November 2018.

## Handlung
Der halbdokumentarische Film begleitet Laura, Tómas und Christian, die sich mit der Regisseurin Adina Pintilie auf ein persönliches Forschungsprojekt zum Thema Intimität einlassen. Pintilie interviewt die drei über einen Bildschirm in Form von Therapiesitzungen, setzt sich zum Teil vor der Kamera zu ihnen oder tauscht mit ihnen die Plätze.
Die alleinstehende Laura ist 50 Jahre alt und kämpft gegen ihre Asexualität an. Sie trifft sich in der Folge mit verschiedenen Personen, um Intimität zu erforschen. Sie bestellt sich einen bulgarischen Callboy und beobachtet ihn, wie er sich in ihrer Wohnung auszieht, duscht und auf ihrem Bett masturbiert. Als er gegangen ist, legt sie ihren Kopf auf die Stelle, auf der er gelegen hat. Weitere Treffen folgen mit der trans Frau Hanna, die für Laura eine Peepshow aufführt, und mit dem Sexualtherapeuten Seani Love, mit dem sie versucht, Berührungen zuzulassen und gleichzeitig ihrer aufgestauten Wut ein Ventil zu geben. Laura besucht mehrfach einen älteren Mann im Krankenhaus und beobachtet dabei Mitglieder einer Berührungstherapie-Gruppe.
Tómas und Christian nehmen an der Berührungstherapie im Krankenhaus teil, bei der sie mit gegenseitigen Berührungen ihre Körper und Intimität erforschen. Tómas hat im Alter von 13 Jahren seine Haare verloren. Er hat seine Gefühle lange Zeit unterdrückt. Mit Hilfe von Christian wird er sich im Laufe der Therapie dieses Umstands bewusst.
Christian ist schwerbehindert und sitzt im Rollstuhl. Er sieht sich als attraktiven Mann. Er wünscht sich, den aktiven Part beim Sex zu übernehmen, und manchmal fühlt er sich „wie ein Gehirn, das man herumträgt“. Er macht die Therapie gemeinsam mit seiner Partnerin Grit.
Tómas beginnt seine frühere Geliebte Irmena zu verfolgen, die in einer Boutique arbeitet. Er folgt ihr zweimal in einen Sex-Club, wo sich die Besucher zum Teil SM-Spielen hingeben. Zu den Besuchern zählen auch Hanna, Christian und Grit. Laura beginnt Tómas ebenfalls zu verfolgen. Bald darauf bemerkt er sie und spricht sie aus Neugierde an. Laura nimmt Tómas mit in ihre Wohnung. Sie möchte, dass er sie nackt sieht. Tómas lässt sich darauf ein. Später liegen beide nackt zusammen im Bett und berühren sich gegenseitig.
Adina Pintilie richtet sich am Anfang und gegen Ende des Films aus dem Off an ein namenloses Du. Sie berichtet unter anderem von einem Traum, in dem sie Sex mit einem Mann hat und sie plötzlich die Anwesenheit ihrer Mutter spürt. Sie kommt am Ende ihres Experiments zu dem Ergebnis, dass die Grenzen zwischen Intimität, Vertrauen und Lust immer unschärfer geworden sind. Der Film endet mit der nackten und zu wilder Musik tanzenden Laura.

## Auszeichnungen

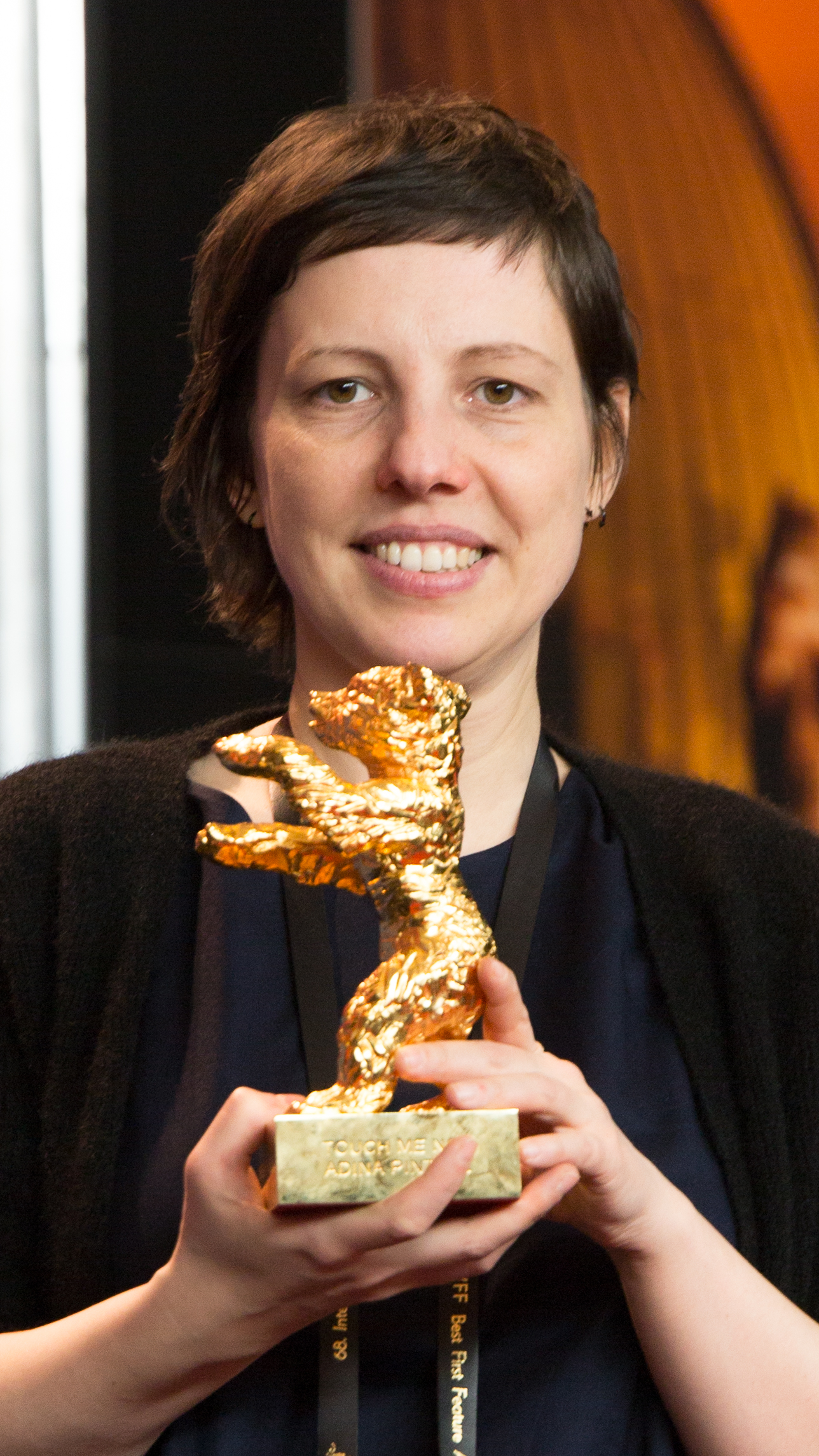
Die Regisseurin Adina Pintilie mit dem Goldenen Bären

Touch Me Not konkurrierte im Wettbewerb der Berlinale 2018, wo der Film mit dem Goldenen Bären den Hauptpreis des Festivals gewann. Darüber hinaus erhielt Pintilies Regiearbeit den GWFF-Preis für den besten Erstlingsfilm. Der dreiköpfigen Jury hatte u. a. ihr Landsmann Călin Peter Netzer angehört. Touch Me Not war auch für den Teddy Award nominiert. Er wurde mit dem PorYes-Award 2019 ausgezeichnet.

## Rezeption
Touch Me Not erhielt im internationalen Kritikenspiegel der britischen Fachzeitschrift Screen International 1,5 von 4 möglichen Sternen und belegte damit den drittletzten Platz aller Berlinale-Wettbewerbsfilme. Auch hatten Zuschauer reihenweise das Kino verlassen. Die Prämierung des Films mit dem Hauptpreis der Berlinale wurde von deutschsprachigen Medien als große Überraschung gewertet. Der deutsche Jury-Präsident Tom Tykwer hatte vor Beginn des Festivals in einem Interview „wilde und sperrige Filme“ in Deutschland vermisst. „Wir haben herausgefunden, dass wir nicht nur das würdigen wollen, was Kino kann, sondern auch das, wo es noch hingehen kann“, gab Tykwer vor der Preisverleihung im Namen der Jury bekannt.
Der Tagesspiegel bezeichnete den Film als einen „der radikalsten, auch umstrittensten Filme des Wettbewerbs“, während die Deutsche Welle Pintilies Regiearbeit als „spektakulären Beitrag auch zur #MeToo-Debatte“ um Machtmissbrauch und sexualisierte Gewalt in der Unterhaltungsindustrie würdigte. Hanns-Georg Rodek (Die Welt) bezeichnete die Prämierung als „Schockentscheidung“ und verglich sie mit der umstrittenen Auszeichnung von Reinhard Hauffs Film Stammheim auf der Berlinale 1986. Der Rolling Stone versuchte die negativen Kritiken zusammenzufassen, und umschrieb Touch Me Not mit „Kino als Therapiestunde“; laut Kritikern sei es ein „distanzloser Film, der Sex als spröden Akt ohne Erotik nachvollziehe“.